# Polymer Bulletin
Polymer Bulletin è una rivista accademica che si occupa di polimeri.